# Prey (película de 2019)
Prey (Presa en español) es una película de terror estadounidense de 2019 dirigida por Franck Khalfoun y escrita por David Coggeshall y Khalfoun. Está protagonizada por Logan Miller y Kristine Froseth
. Jason Blum se desempeña como productor a través de su empresa Blumhouse Productions y Ashok Amritraj produce a través de su empresa Hyde Park Entertainment Chris Lofing y Travis Cluff también produce a través de su empresa Tremendum Pictures.
La película fue lanzada Directamente para video y en cines selectos el 27 de septiembre de 2019 por Cinedigm.

## Premisa
Después de ser llevado a una isla supuestamente deshabitada como una forma de rehabilitación conductual, un estudiante de último año de secundaria descubre que no está solo en la isla y que ser descubierto podría ser mortal.[cita requerida]

## Reparto
- Logan Miller como Toby Burns
- Joey Adanalian como Toby joven
- Kristine Froseth como Madeleine
- Vela Cluff como Madeleine joven
- Travis Cluff como El padre de Madeleine
- Jolene Anderson como la madre de Madeleine
- Anthony Jensen como David Burns/ El pabre de Toby
- Jody Mortara como Karen Burns/La madre de Toby
- Phodiso Dintwe como Cameron
- Jerrica Lai como Kay
- Jennifer Riordan como Therapist
- Mariya Kraineva como Gina
- Loganathan Kanabathy como Malaysia Soldier/Loganahan Kanabathy)
- Nathan Healy como Drinking Meme

## Producción
El 9 de junio de 2016, Blumhouse Productions y Hyde Park Entertainment anunciaron que Franck Khalfoun dirigiría la película con Logan Miller y Kristine Froseth como protagonistas.

### Filmación
La fotografía principal de la película comenzó en junio de 2016 en Malasia, en la isla de Langkawi, y las escenas submarinas se filmaron en un estudio de sonido.  En 2017 se realizaron tres semanas de extensas tomas en California. Según Miller, se consideraron diferentes finales, pero se descartaron durante las reediciones.

## Estreno
Prey se lanzó directamente en video a pedido y en cines selectos el 27 de septiembre de 2019. La película fue lanzada en DVD el 5 de noviembre de 2019.

## Recepción
Prey tiene un 13% en Rotten Tomatoes según ocho reseñas, con una calificación promedio de 4/10.